# Lotta Engberg
Lotta Engberg (født Anna Charlotta Pedersen 10. marts 1963 i Överkalix i Sverige) er en svensk danseband- og popsanger. Hun vandt den svenske Melodifestivalen i 1987 med sangen Fyra Bugg & en Coca Cola. I Eurovision Song Contest i 1987 blev hun nr. 12.
2001-2004 var hun med i supertrioen Kikki, Bettan & Lotta sammen med Kikki Danielsson og Elisabeth Andreassen.

## Diskografi

### Album
- Fyra Bugg & en Coca Cola (1987)
- Fyra Bugg & en Coca Cola och andra hits (2003)
- Kvinna & man (Lotta Engberg & Jarl Carlsson), 2005)
- världens bästa lotta (2006)
- Jul hos mig (2009)
- Lotta & Christer (2012, Lotta Engberg & Christer Sjögren)